# 夏布里埃岩
62°11′S 58°18′W / 62.183°S 58.300°W

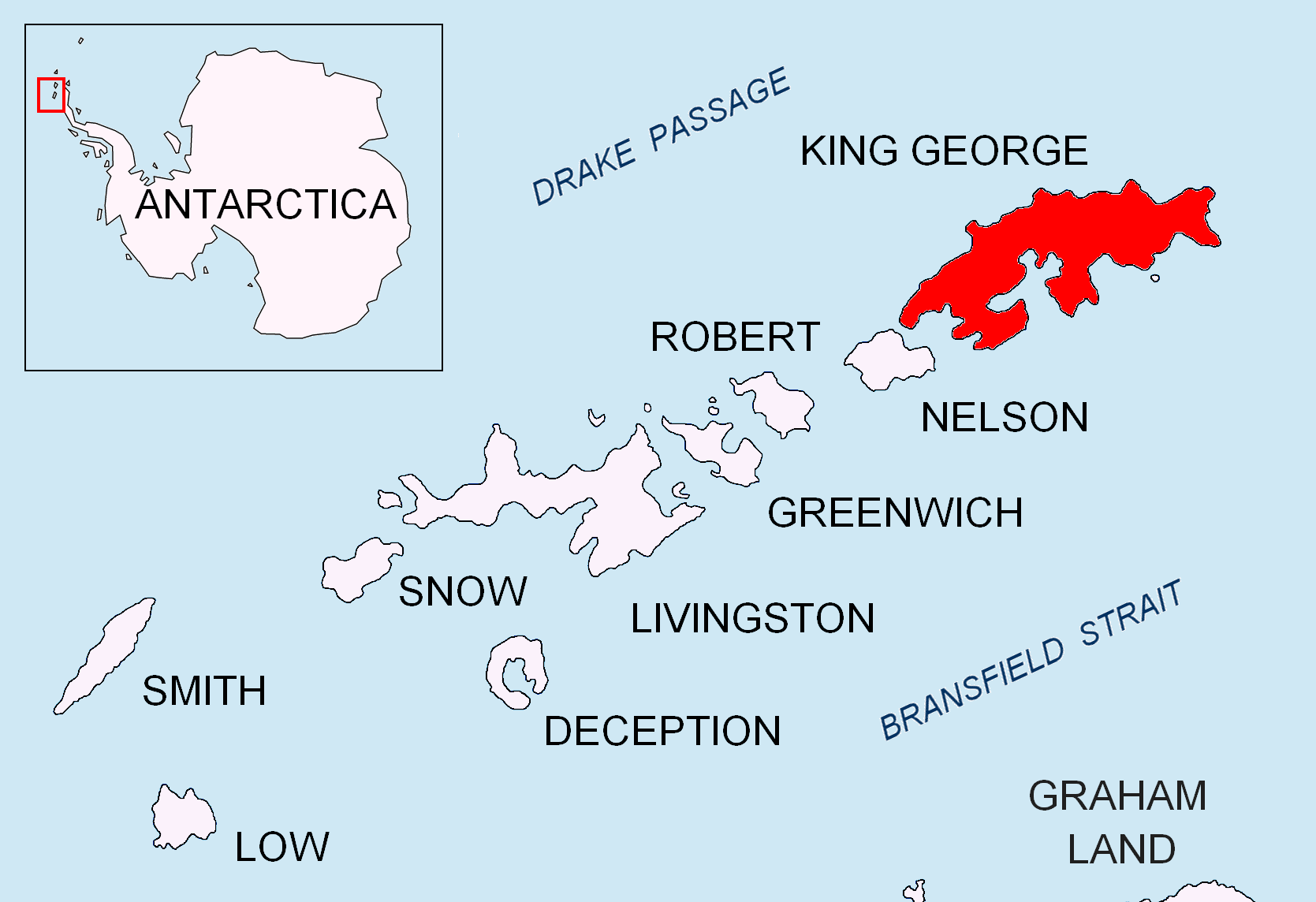

夏布里埃岩（Chabrier Rock），是南極洲的岩石，位於南設得蘭群島的喬治王島，處於沃雷亞爾峰西南面0.8公里的阿德默勒爾蒂灣入口處東部，在1909年12月由讓-巴蒂斯特·夏古率領的法國探險隊繪入地圖和命名，現時由南極條約體系管理。